# Brunon Sokołowski
Brunon Sokołowski (ur. 29 października 1981 w Białej Podlaskiej) – polski karateka, kick-boxer, zawodnik MMA.
Jest synem nauczyciela wychowania fizycznego Józefa Sokołowskiego i lekarki Beaty Sokołowskiej. Wychowywał się w Skarżysku-Kamiennej, gdzie ćwiczył karate od 11 roku życia. Żyłkę sportowca zaszczepił w nim ojciec.
Karate Kyokushin trenował najpierw w Skarżysku-Kamiennej a później w Kielcach.
W latach 1999–2004 sześciokrotnie wygrywał Mistrzostwo Polski w kategorii 65 kg i 70 kg.
Laureat w plebiscycie na „najlepszego sportowca ziemi świętokrzyskiej” organizowanego przez gazetę „Słowo Ludu” oraz „Echo Dnia”. Gdy był młodym chłopcem, uczył się grać na pianinie, grał na koncertach, co było jego drugą pasją. Studiował w Krakowie na Akademii Wychowania Fizycznego, gdzie po 4 latach uzyskał tytuł magistra. Po studiach wyjechał do Stanów Zjednoczonych, gdzie mieszkał 2 lata. Podczas pobytu w stanach walczył w federacji IKF Kickboxing i zdobył w 2006 r. tytuł mistrza świata w formule International. Następnie przeniósł się do Wielkiej Brytanii i zamieszkał w Londynie. Tam również walczył na różnych turniejach w kickboxingu i thai boxingu, wygrywając turniej Ringmasters w kategorii 72 kg w 2008 roku. Również w 2008 roku wygrał Mistrzostwo Polski w K-1 Rules w Wołowie. W 2009 roku stoczył swoją pierwszą walkę w MMA w Londynie. W sumie w MMA semi-pro stoczył 3 zwycięskie pojedynki, a w amatorskim MMA – 4 wygrywając 3, przegrywając 1. Po zakończeniu kariery zawodniczej założył w Skarżysku-Kamiennej Akademię Holistyczną będącą połączeniem klubu sportowego, siłowni i klubu fitness.

## Osiągnięcia sportowe w karate kyokushin
- Ogólnopolski Turniej Karate Kyokushin „Puchar Podlasia” w kat. karate klickers rocznik 1981-1980 – 1. miejsce
- III Mistrzostwa Polski Karate Kyokushin kat. kliker kadetów starszych, Sosnowiec 21–22 marca 1998 r. – 1. miejsce
- Mistrzostwa Polski Juniorów Karate Kyokushin w kat. 65 kg, Lublin 5 grudnia 1999 r. 1. miejsce
- Mistrzostwa Polski Juniorów Karate Kyokushin, Siedlce 2000 r. – 1. miejsce
- XXVII Mistrzostwa Polski Karate Kyokushin, Kielce 03–4 czerwca 2000 r. kat. 65 kg – 2. miejsce
- XII Mistrzostwa Polski Juniorów Karate Kyokushin w kat. 70 kg, Legnica 2001 r. – 1. miejsce
- XX Mistrzostwa Makroregionu Dolnośląskiego w Karate Kyokushin. Najlepszy technik Turnieju Zduńska Wola 17 marca 2001 r. – 1. miejsce
- Mistrzostwa Polski Południowej Karate Kyokushin, Nowy Sącz 2002 r. – 1. miejsce
- XXIX Mistrzostwa Polski Seniorów Karate Kyokushin w kat. 70 kg, Toruń 15–16 czerwca 2002 r. – 1. miejsce
- V Ogólnopolski Turniej Karate Kyokushin w Skarżysku-Kamiennej 19 października 2002 r. kat. 70 kg – 1. miejsce
- XIII Mistrzostwa Polski Juniorów Karate Kyokushin w kat. 70 kg, Katowice 7–8 grudnia 2002 r. 1. miejsce
- German Open 2004, Frankfurt w kat. 70 kg – 3. miejsce
- X Mistrzostwa Polski Południowej Karate Kyokushin, Sandomierz 7 marca 2004 r. – 2. miejsce
- XXXI Mistrzostwa Polski Seniorów Karate Kyokushin w kat. 70 kg, Włocławek 5–6 czerwca 2004 r. – 1. miejsce
- VI Ogólnopolski Turniej Szkół Wyższych w Karate Kyokushin, Rzeszów 24 kwietnia 2004 r. – 1. miejsce
- Puchar Polski Karate Kyokushin, Sieradz 24 października 2004 r. – 1. miejsce[2].

## Osiągnięcia w kick-boxingu
- I miejsce na Mistrzostwach Świata IKF World Classic Tournament July 28, 29 & 30, Cedar Rapids, Iowa, USA[3].
- II miejsce na Mistrzostwach Świata IKF World Classic Tournament August 10, 11 & 12 Orlando, Floryda, USA
- I miejsce na Ringmasters London 2008 w kat. 72 kg[4][5].
- I miejsce Mistrzostwa Polski K-1 Rules Wołów 24.06.2008 r.[6]

## Osiągnięcia w MMA
- MMA Semi-pro. 3 walki 3 wygrane 0 porażek 0 remisów[7].
- MMA amatorskie 4 walki 3 wygrane 1 porażka 0 remisów